# Dysolobium apioides
Dysolobium apioides là một loài thực vật có hoa trong họ Đậu. Loài này được (Gagnep.) Marechal miêu tả khoa học đầu tiên.